# آدام پیرسون
آدام پیرسون (انگلیسی: Adam Pearson، زادهٔ ۶ ژانویه ۱۹۸۵) یک هنرپیشه و مجری بریتانیایی است. او برای بازی در زیر پوست (فیلم ۲۰۱۳) شناخته شده‌است. آدام به بیماری نوروفیبروماتوز مبتلا است و در برنامه‌های پیشگیرانهٔ آزار و اذیت افراد دارای بدشکلی مشارکت می‌کند.